# Pillmannsberg
Pillmannsberg ist ein Ortsteil der Gemeinde Bernhardswald im Oberpfälzer Landkreis Regensburg, Bayern.

## Geografische Lage
Pillmannsberg liegt in der Region Regensburg etwa 2 Kilometer nordwestlich von Bernhardswald.

## Geschichte
Pillmannsberg (auch: Hof auf dem Pyhelsberg, Püchelsberg) wurde 1466 als in der Wenzenbacher Pfarrei gelegen erstmals schriftlich erwähnt in Zusammenhang mit der Stiftung einer Frühmesse durch Parsifal Zenger.
Urban Zenger erhielt 1498 Pillmannsberg, das damit zur Hofmark Adlmannstein kam.
1473 und 1715 wurde es als forstberechtigter Hof notiert.
1588 wurde es noch zur Hofmark Adlmannstein gerechnet, ab 1610 gehörte es zum Gericht Regenstauf.
Zum Stichtag 23. März 1913 (Osterfest) gehörte Pillmannsberg zur Pfarrei Pettenreuth mit 3 Häusern und 27 Einwohnern.
Am 31. Dezember 1990 hatte Pillmannsberg 14 katholische Einwohner und gehörte zur Pfarrei Bernhardswald.